# Бронхоальвеолярный лаваж
Бронхоальвеолярный лаваж (БАЛ, также лечебная бронхоскопия) — диагностическая и лечебная медицинская процедура, предполагающая введение нейтрального раствора в бронхи и легкие, последующее его удаление, изучение состояния дыхательных путей и состава извлечённого субстрата.
В простейших случаях используется для удаления излишка слизи в дыхательных путях и последующего изучения их состояния. Предметом исследования может также служить удалённая из лёгких пациента жидкость.

## Техника
БАЛ проводится под местной анестезией путём введения через носовые дыхательные пути (и реже через рот) эндоскопа и специальных растворов. Самостоятельное дыхание пациента при этом не нарушается. Исследователь постепенно изучает состояние бронхов и лёгких, а затем и смывов: при микробиологическом могут быть выявлены возбудители туберкулёза, пневмоцистоза; при биохимическом — изменения в содержании белков, липидов, диспропорции в соотношении их фракций, нарушения активности ферментов и их ингибиторов.
Лаваж производится натощак, как минимум по истечении 21 часа после последнего приёма пищи.

## Диагностическое значение
Наибольшее значение имеет для диагностики саркоидоза (медиастинальная форма с отсутствием рентгенологических изменений); диссеминированного туберкулёза; метастатических опухолевых процессов; асбестоза; пневмоцистоза, экзогенного аллергического и идиопатического фиброзирующего альвеолитов; ряда редких заболеваний. Может успешно применяться для уточнения диагноза и при ограниченных патологических процессах в лёгких (например, злокачественных опухолях, туберкулёзе), а также при хроническом бронхите и бронхиальной астме.